# Galda de Jos, Alba
Galda de Jos (în maghiară Alsógáld, în germană Unterhahnenberg) este satul de reședință al comunei cu același nume din județul Alba, Transilvania, România.

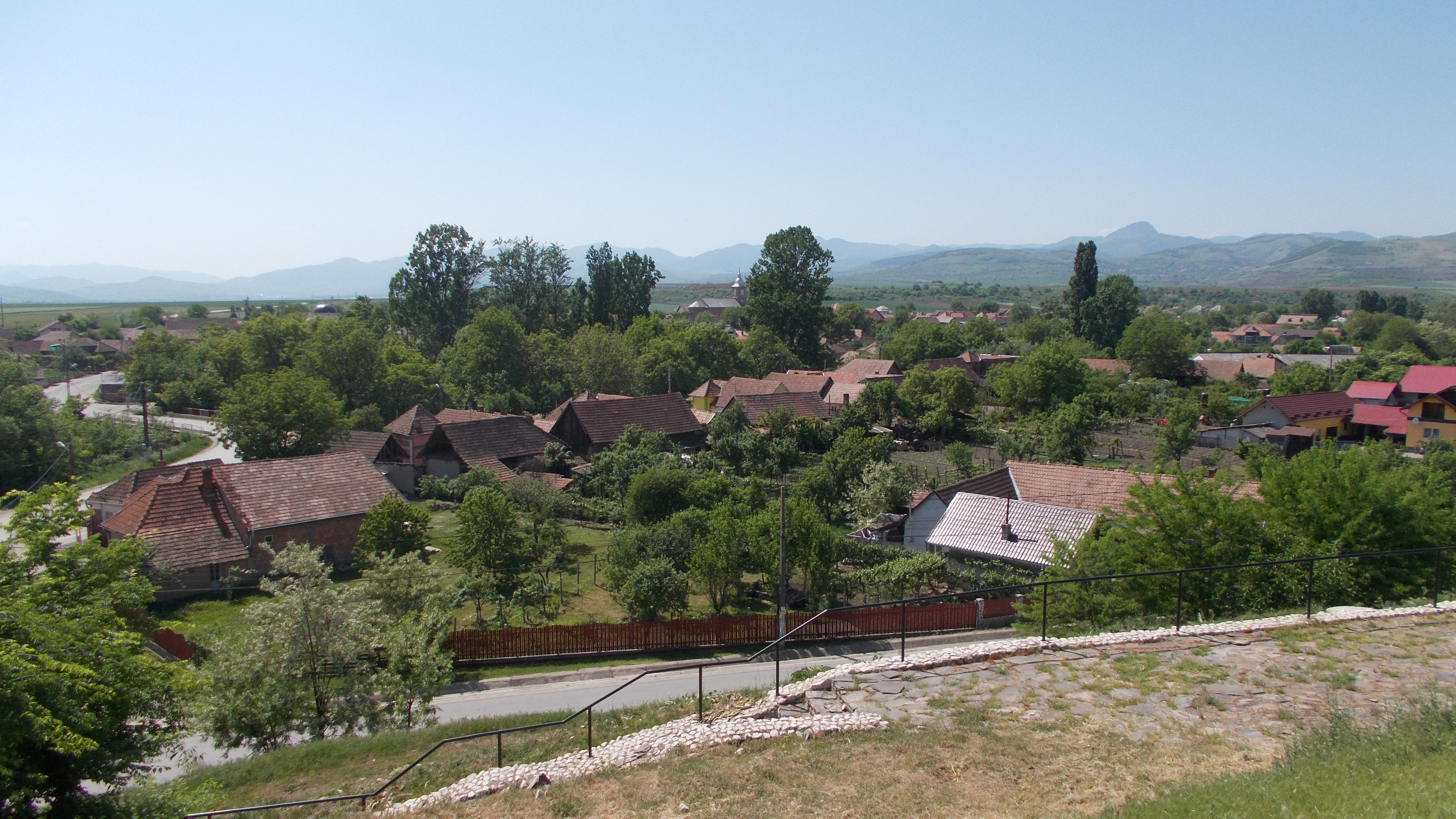
Galda se Jos, Alba

## Așezare
Localitatea Galda de Jos este situată în zona centrală a județului, la 16 km nord de municipiul Alba Iulia.

## Istoric
Localitatea a fost atestată documentar pentru prima dată în anul 1287 cu numele de Gald.
Galda de Jos este dominată de castelul feudal al familiei Kemeny (din secolul XVII), unde au fost închiși cei cinci țărani participanti la răzmerița de la Câmpeni în 1782. În 1784 Cloșca a coborât din Mogoș și Întregalde cu gândul să atace castelul și să-i elibereze pe cei închiși, dar armistițiul de la Tibru l-a împiedicat să facă acest lucru.  Arhivat în 13 aprilie 2010, la Wayback Machine. Astăzi castelul adăpostește Centrul de recuperare și reabilitare neuropsihiatrică pentru persoanele cu dizabilități intelectuale.

## Lăcașuri de cult
Pe locul unei mai vechi biserici, a fost zidită, în 1715, biserica "Nașterea Mariei", monument care îmbină foarte armonios formele unei construcții de zid cu un acoperiș tipic pentru bisericile de lemn. De plan dreptunghiular, compartimentat cu absida semicirculară decroșată. Cupola de zid pe altar, naos cu bolta semicilindrică de lemn, pronaos tavanit, turn-clopotniță de lemn pe pronaos. Pictura murală în navă (1752); resturi de picturi mai vechi pe tâmpla de zid.

## Obiective turistice
- Rezervația naturală Cheile Văii Cetății (10 ha).
- Rezervația naturală Cheile Gălzii (1 ha).
- Rezervația naturală Bulzul Gălzii (3 ha).
- Avenul mare (sau Gaura fără fund) pe masivul Decebal.

## Date economice
Oferă condiții prielnice plantațiilor de pomi fructiferi, existând suprafețe importante ocupate cu livezi.

## Personalități
- Maria Boțian (1882 - 1942), deputat în Marea Adunare Națională de la Alba Iulia 1918

## Imagini

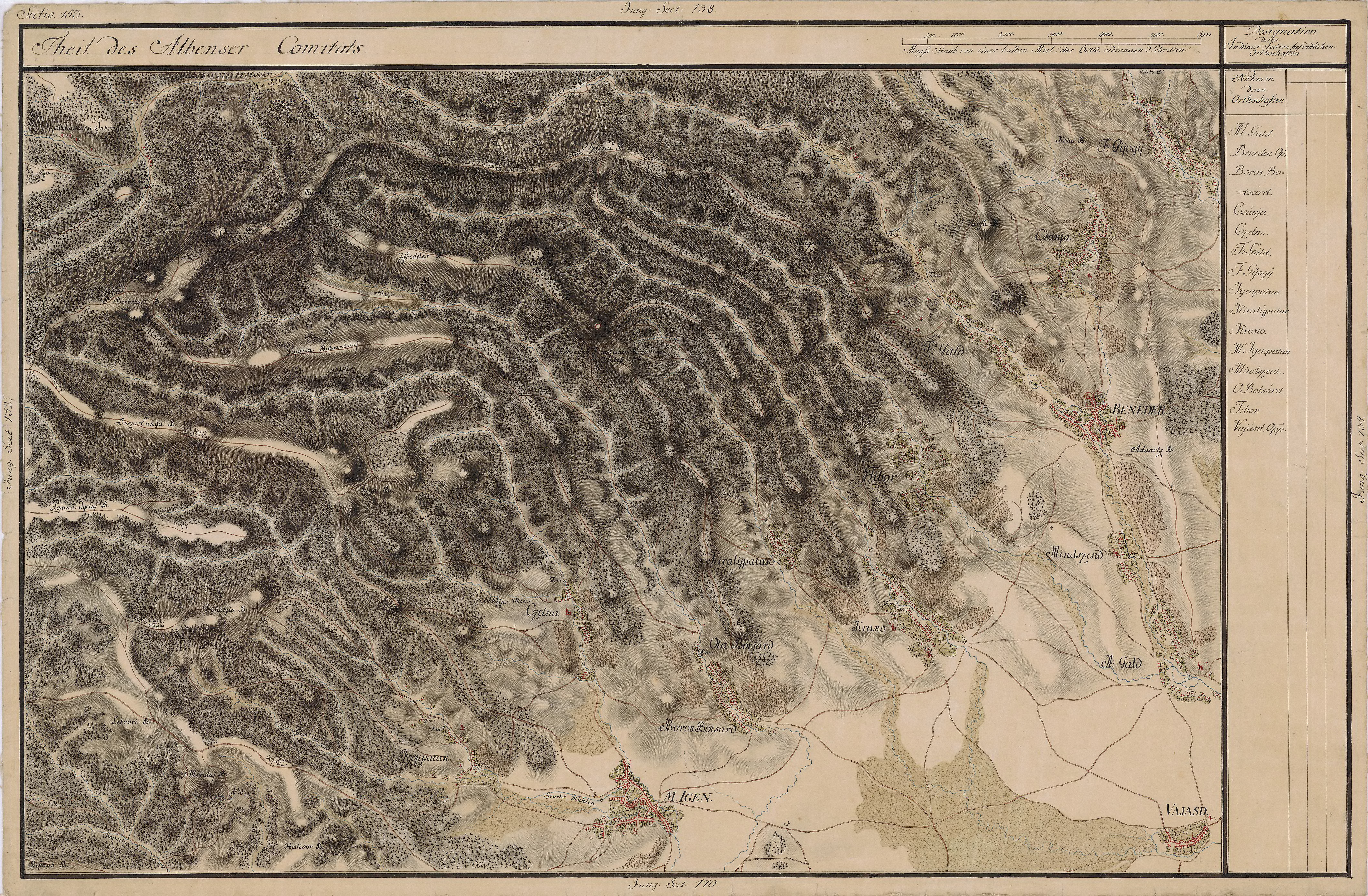
Galda de Jos pe Harta Iosefină a Transilvaniei, 1769-1773
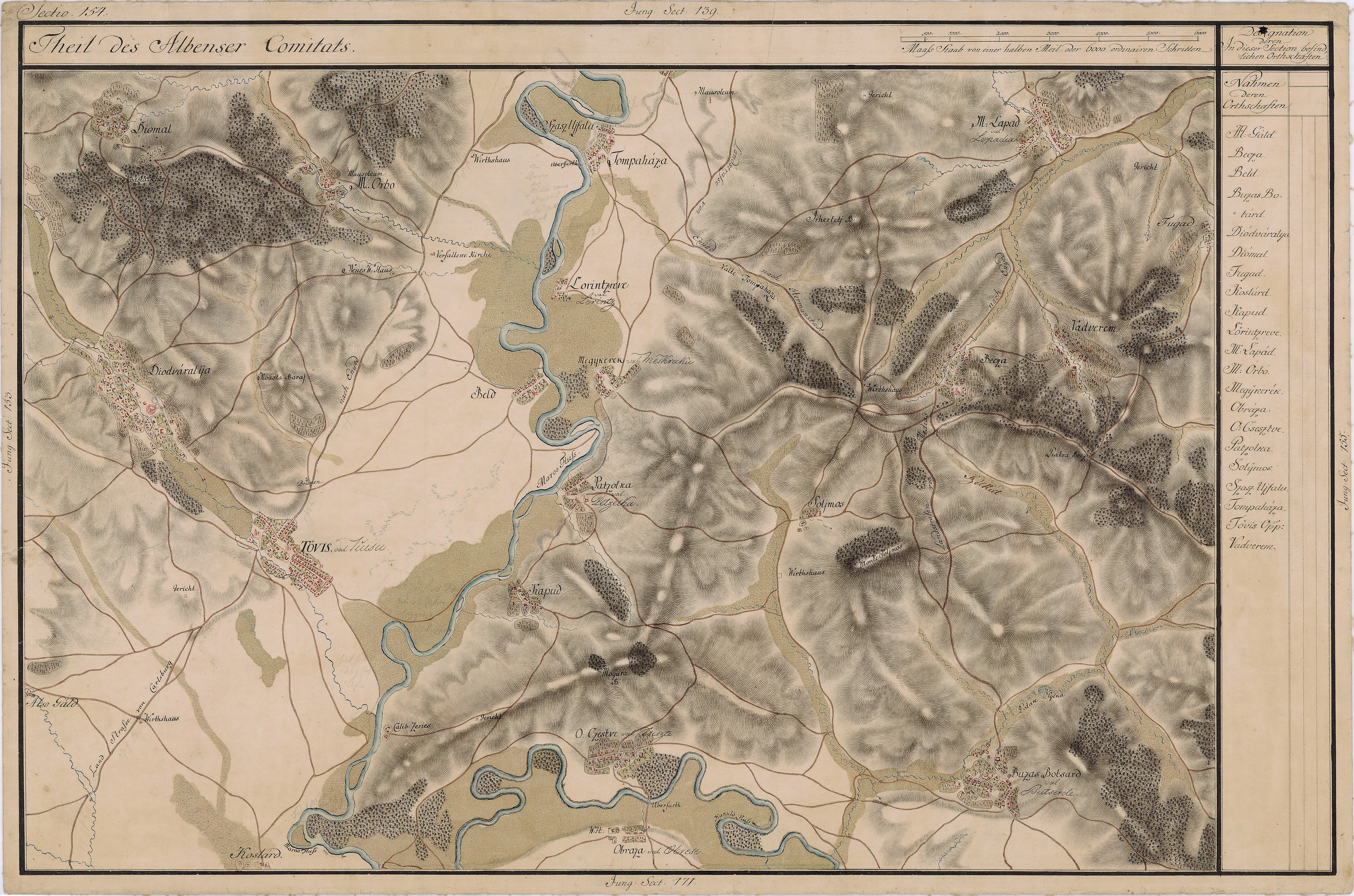
Galda de Jos pe Harta Iosefină a Transilvaniei, 1769-1773
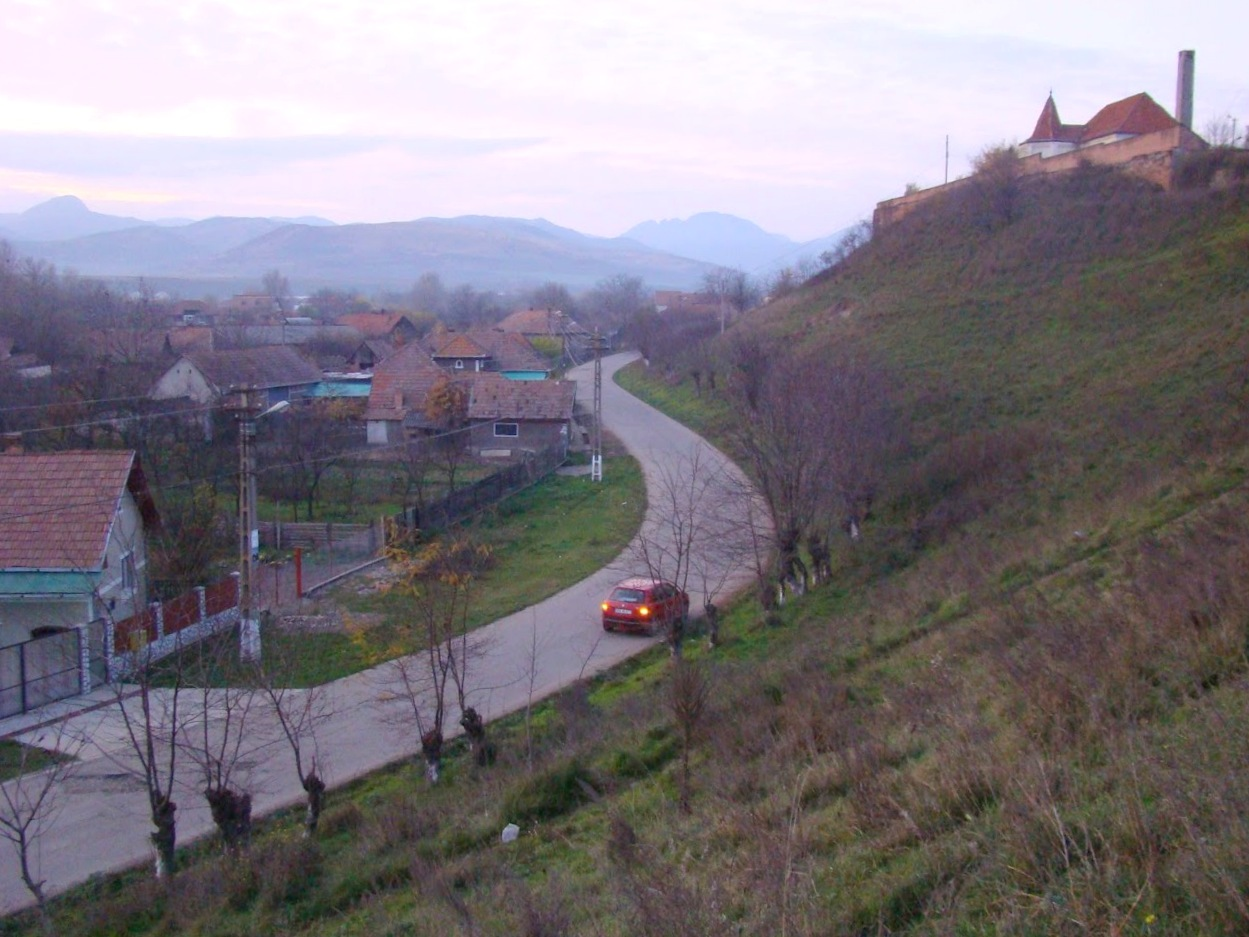